# Audi R8 LMS ultra
Der Audi R8 LMS ultra ist ein Rennwagen der Gruppe GT3 auf Basis des Audi R8. Er kommt seit 2012 weltweit in diversen GT-Rennserien zum Einsatz. Es handelt sich um das Nachfolgemodell des 2009 erschienenen Audi R8 LMS.

## Technik
Der Audi R8 LMS ultra besteht aus einem Aluminium-Rahmen mit einem geschraubten Stahl-Überrollkäfig. Die Karosserieteile bestehen entweder aus CfK oder aus Aluminium.
Der Wagen wird von einem V10-DOHC-Ottomotor mit 5,2 Litern Hubraum angetrieben, der vor der Hinterachse eingebaut ist. Der Zylinderbankwinkel beträgt 90°, der Motor hat eine Direkteinspritzung, eine Trockensumpfschmierung und zwei Rennkatalysatoren. Er leistet je nach Leistungseinstufung (Balance of Performance) bis zu 419 kW (570 PS), das maximale Drehmoment liegt bei mehr als 500 Newtonmetern. Ein sequentielles, pneumatisch geschaltetes Sechs-Gang-Sportgetriebe mit Schaltwippen überträgt die Kraft an die Hinterachse, eine Antriebsschlupfregelung verhindert das Durchdrehen der Räder beim Beschleunigen. Die Zahnstangenlenkung ist mit einer Servounterstützung versehen.
Alle Räder sind einzeln an Doppelquerlenkern aufgehängt und beide Achsen haben einstellbare Stabilisatoren. Die Schraubenfedern kommen von Eibach, die einstellbaren Stoßdämpfer von Bilstein. Alle vier Bremsscheiben bestehen aus Metall, der Wagen ist zudem mit einem speziell entwickelten Renn-Antiblockiersystem ausgestattet. Die Räder mit 18 Zoll Durchmesser sind aus Aluminium geschmiedet. Sie sind an der Vorderachse 12 Zoll und an der Hinterachse 13 Zoll breit.

## Einsätze

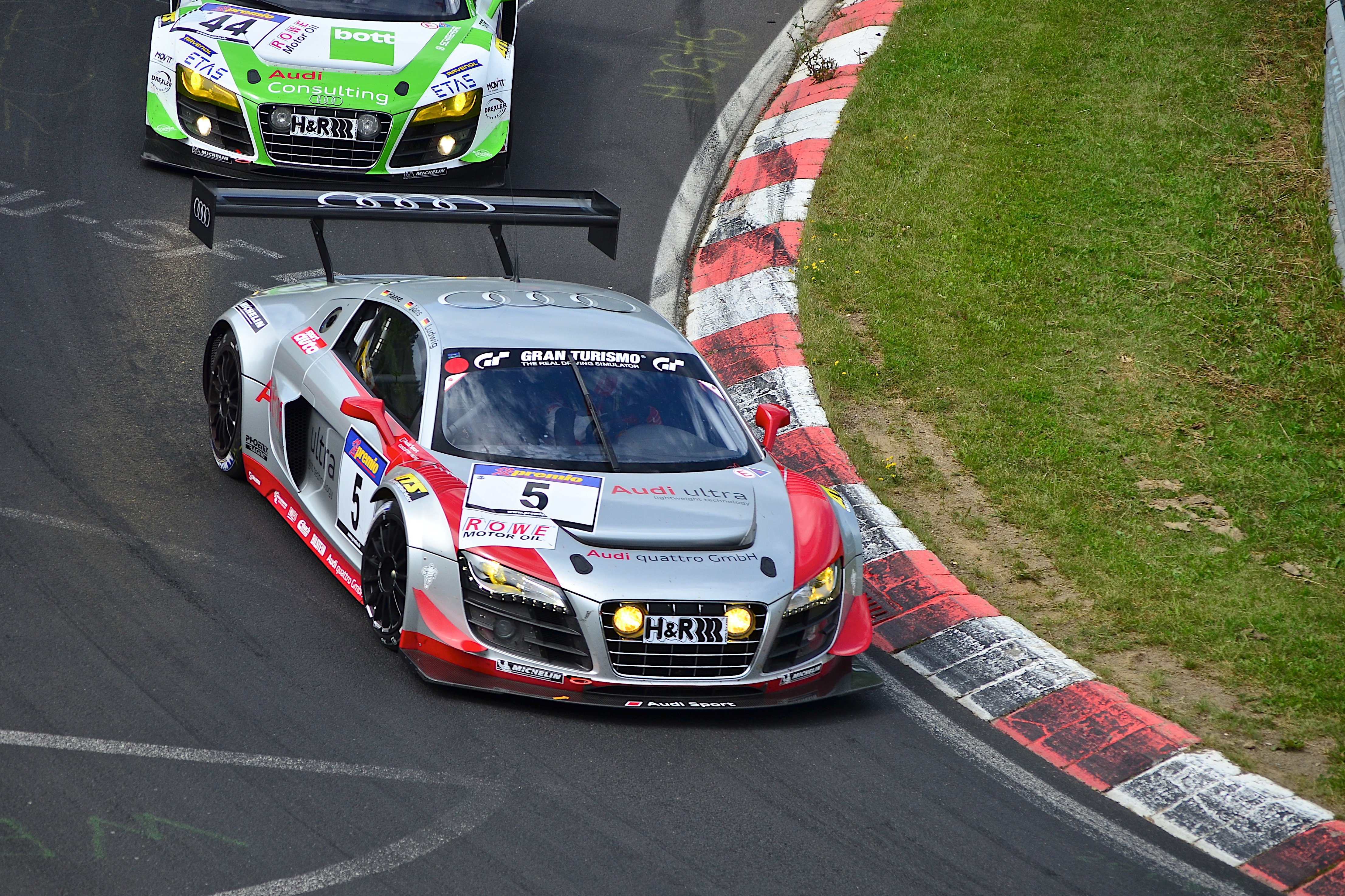
Audi R8 LMS ultra des Team Phoenix bei der VLN auf dem Nürburgring 2012

Das Fahrzeug wird nicht nur vom Audi-Werksteam eingesetzt, sondern auch für 329.000 Euro an Kundenteams verkauft.
Der Audi R8 LMS ultra kommt national in der ADAC GT Masters, der VLN Langstreckenmeisterschaft Nürburgring und dem 24-Stunden-Rennen auf dem Nürburgring zum Einsatz. International treten Teams mit dem Fahrzeug unter anderem in der Blancpain Sprint Series, der Blancpain Endurance Series und der United SportsCar Championship an.

### 24-Stunden-Rennen Nürburgring 2012
Der Audi R8 LMS ultra wurde zum ersten Mal beim 24-Stunden-Rennen auf dem Nürburgring 2012 von den Teams Team Phoenix, Mamerow Racing, Audi race experience, Speedhunters.com Team WRT und Raeder Motorsport eingesetzt. Dabei konnte das Team Phoenix mit dem Fahrzeug den Gesamtsieg erreichen, der Wagen von Mamerow Racing lag am Ende des Rennens auf Platz zwei.